# Sozialdemokratische Partei Südtirols
Die Sozialdemokratische Partei Südtirols (SPS) war eine politische Partei, die 1973 von Hans Dietl, einem ehemaligen Spitzenexponenten der Südtiroler Volkspartei (SVP) gegründet wurde. Sie war von 1973 bis 1981 im Südtiroler Landtag und dadurch gleichzeitig im Regionalrat Trentino-Südtirol vertreten.

## Geschichte
Ideeller Vorgänger der Sozialdemokratischen Partei Südtirols (SPS) war die im September 1919 begründete Partei der Südtiroler Sozialdemokraten, die nicht dem Deutschen Verband angehörte und bis zu ihrer von den italienischen Faschisten erzwungenen Auflösung 1924 mit den italienischen Sozialisten zusammenarbeitete.
Die SPS entstand 1973 im Vorfeld der Südtiroler Landtagswahlen als Sammelbecken für Oppositionelle unterschiedlicher ideologischer Provenienz, deren primäres Ziel darin bestand, eine konkurrenzfähige Gegenbewegung zur Südtiroler Volkspartei aufzubauen. Zu den Gründungsmitgliedern der Partei zählten neben dem ehemaligen SVP-Parlamentarier Hans Dietl u. a. ehemalige Mitglieder der Sozialen Fortschrittspartei Südtirols (SFP), einige Funktionäre des Südtiroler Gewerkschaftsbundes ASGB und mit Silvio Flor ein ehemaliger Vertreter der Kommunistischen Partei Italiens (PCI/KPI). 
Die SPS erreichte bei ihrem ersten Wahlantritt 1973 in Südtirol auf Anhieb 5,14 % der Wählerstimmen und damit zwei Landtagsmandate. Sie war zu diesem Zeitpunkt die bis dahin stärkste deutschsprachige Oppositionspartei auf Landesebene, ohne jedoch über eine größere Organisationsstruktur in den Gemeinden zu verfügen. 
Trotz der Präsenz im Südtiroler Landtag gelang es der SPS langfristig nicht, sich in der Parteienlandschaft Südtirols zu behaupten. Bereits 1975 zog sich Hans Dietl krankheitsbedingt aus der Landespolitik zurück (sein Mandat übernahm Alfons Rigott); Dietl konnte an der Parteispitze jedoch nicht durch eine profilierte Persönlichkeit ersetzt werden. 1976 scheiterte eine reibungslose Fusion mit der Sozialen Fortschrittspartei Südtirols (SFP) an den Vorbehalten des SFP-Landtagsabgeordneten Egmont Jenny.
Bei den Landtagswahlen 1978 verteidigte die SPS ein Mandat für Willi Erschbaumer, war in ihrem Inneren aber bereits zerrissen. Erschbaumer wurde an der Parteispitze ersetzt und 1981 aus der Partei ausgeschlossen. Anlässlich der Landtagswahlen 1983 unternahm die SPS einen letzten Versuch, in den Südtiroler Landtag zurückzukehren, wobei u. a. Egmont Jenny (SFP) und Alfred Frei (ehemals PSI) an der Listenspitze kandidierten. Die Partei erreichte nur mehr 1,35 % der Wählerstimmen und verfehlte den erneuten Landtagseinzug damit klar. Die letzten Gemeindemandatare der SPS, die 1980 in 20 Gemeinderäte gewählt worden waren, schieden spätestens 1985 aus ihren Mandaten aus.

## Thematische Schwerpunkte
Die Sozialdemokratische Partei Südtirols verfügte in den Anfangsjahren über kein eigenständiges ideologisches Profil, sondern stützte sich auf das politische Format von Hans Dietl, der sich in den Reihen der SVP bis zu seinem Parteiausschluss als geradliniger, christlich-sozial geprägter Vertreter der unterprivilegierten Landbevölkerung präsentiert hatte. Im Zuge des europaweiten Trends zu Gunsten sozialdemokratischer Parteien versuchte die SPS, sich im Sog dieser Entwicklung als zweite politische Kraft neben der SVP zu positionieren. Dabei thematisierte die Partei vor allem die Lösung von sozialen Problemen (hinsichtlich Beschäftigung, Bildung, Sozialfürsorge), war im Gegensatz zur Sozialen Fortschrittspartei Südtirols (SFP) aber eindeutig im deutschsprachigen Segment der politischen Landschaft Südtirols beheimatet.
Erst nach dem Ausscheiden Dietls aus der SPS und einem Nachrücken jüngerer Aktivisten bekannte sich die Partei in ihrem Grundsatzprogramm aus dem Jahr 1978 zum demokratischen Sozialismus und versuchte, stärkere Bezüge zur historischen Sozialdemokratie Tirols sowie zu SPÖ und SPD herzustellen. 
Die SPS blieb in der politischen Landschaft Südtirols stets eine Partei der sozial engagierten Oppositionellen, die weitgehend aus der ursprünglichen Kernwählerschicht der SVP stammten. Mit der Gründung eines eigenen Arbeitnehmerflügels im Jahr 1975 gelang es der Südtiroler Volkspartei, diesen Abwanderungsprozess an ihrem linken Flügel langfristig erfolgreich einzudämmen.